# Forces armées du Royaume (Laos)
 (décembre 2017).
Si vous disposez d'ouvrages ou d'articles de référence ou si vous connaissez des sites web de qualité traitant du thème abordé ici, merci de compléter l'article en donnant les références utiles à sa vérifiabilité et en les liant à la section « Notes et références ».

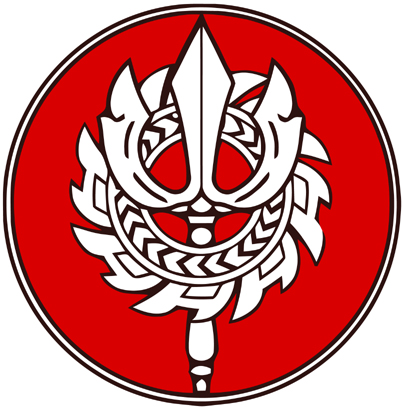
Blason des forces armées du Royaume.

Les forces armées du Royaume (ou FAR) sont les forces combinées de l'Armée royale du Laos (armée de terre), l'Aviation royale laotienne et la marine royale laotienne, créées sous le protectorat français du Royaume du Laos, le 1er juillet 1949 et qui perdure jusqu'au 2 décembre 1975.
Elle opéra notamment pendant l'invasion du Laos par l'armée nord-vietnamienne et la guerre civile laotienne de 1960 à 1975.

## Histoire
Cette armée est créée sous le nom d'Armée nationale laotienne (ANL). lorsque le protectorat français est reconnu indépendant le 1er juillet 1949. Les premières unités de l'Armée de terre laotienne sont mises sur pied début 1950 mais la gendarmerie laotienne créée avant l'indépendance, en mai 1946, passe immédiatement sous le commandement nominal du roi. En parallèle de l'ANL, à fort encadrement français, coexistent les forces terrestres du Laos (FTL), la composante laotienne du corps expéditionnaire français en Extrême-Orient. Les dernières unités des FTL, dont les chasseurs laotiens créés en 1941, fusionnent le 16 juillet 1954 dans l'ANL.
Les forces armées du Royaume sont dissoutes en 1975, lorsque le Pathet Lao prend le pouvoir aux royalistes et que le Parti révolutionnaire populaire lao, issu du Parti communiste indochinois déclare la République démocratique populaire lao, le 1er décembre 1975.